# Алохтон (геологія)
Алохтон (рос. аллохтон, англ. allochthon, allochthone; нім. Allochton) — частини складчастих структур, які утворюють тектонічні покриви.

## Загальний опис
У структурній геології, алохтон, або алохтонний блок — комплекс гірських порід, що залягає над поверхнею насування та переміщений з місця свого утворення по цій поверхні. Утворює висячий бік (крило) тектонічного покриву. Алохтон, ізольований від скелі, від якої він відірвався, називають кліпп. Якщо в алохтоні є дірка, то його можна розглядати як автохтон під алохтоном, а отвір називається вікном (або фенстер — від нім. Fenster).

## Алохтонні відклади
Алохтонними в геології та лімнології також називають відклади, що утворилися з органічних решток або мінеральних частинок, принесених водою з інших місць. Протилежне — автохтонні відклади.